# Harold Williams
Sir Harold Williams, britanski general, * 1897, † 1971.